# Melanosoom
Een melanosoom is het organel in melanocyten (een soort huidcellen), waar de synthese, opslag en transport van melanine plaatsvindt. Melanine is het meest voorkomende lichtabsorberende pigment dat in het dierenrijk wordt aangetroffen. Melanosomen zijn verantwoordelijk voor de kleur van de huidcellen en voor de bescherming van de huid tegen schadelijk licht. Melanosomen kunnen in gunstige omstandigheden fossiliseren en zijn sinds 2008 een belangrijke bron van informatie gebleken over de kleurtekening bij uitgestorven dinosauriërs.